# Premier League (Pakistan)
La Premier League pakistana (in urdu پاکستان پریمیئر لیگ‎?, in inglese Pakistan Premier League, PPL) è la principale competizione calcistica del Pakistan, istituita nel 2004 dalla Federazione calcistica del Pakistan.

## Squadre
Stagione 2021-2022.
| Squadra                    | Città      | Stadio                     | Capacità |
| -------------------------- | ---------- | -------------------------- | -------- |
| Civil Aviation Authority   | Karachi    | Korangi Baloch Stadium     | 5 000    |
| Gwadar Port Authority      | Gwadar     | Sadiq Shaheed Stadium      | 5 000    |
| Karachi United             | Karachi    | Karachi United Stadium     | 2 000    |
| Khan Research Laboratories | Rawalpindi | KRL Ground                 | 8 000    |
| Masha United               | Faisalabad | Railways Ground            | 4 000    |
| Muslim                     | Quetta     | Sadiq Shaheed Stadium      | 5 000    |
| National Bank              | Karachi    | Karachi Port Trust Stadium | 6 000    |
| Pakistan Airforce          | Islamabad  | PAF Complex                | 2 000    |
| Pakistan Army              | Rawalpindi | Army Stadium               | 7 000    |
| Pakistan Navy              | Islamabad  | PNS Karsaz Stadium         | 5 000    |
| Sui Northern Gas           | Lahore     | Railway Stadium            | 5 000    |
| WAPDA                      | Lahore     | Punjab Stadium             | 10 000   |

## Albo d'oro
| Stagione  | Vincitore     | Secondo Posto | Terzo Posto   |
| --------- | ------------- | ------------- | ------------- |
| 2004      | WAPDA         | Pakistan Army | KRL           |
| 2005      | Pakistan Army | WAPDA         | KRL           |
| 2006-2007 | Pakistan Army | WAPDA         | KRL           |
| 2007-2008 | WAPDA         | Pakistan Army | KRL           |
| 2008      | WAPDA         | Pakistan Army | KRL           |
| 2009      | KRL           | Pakistan Army | WAPDA         |
| 2010-2011 | WAPDA         | KRL           | PIA           |
| 2011      | KRL           | Afghan        | Pakistan Army |
| 2012-2013 | KRL           | KESC          | Muslim        |
| 2013-2014 | KRL           | KESC          | WAPDA         |
| 2014-2015 | KESC          | Pakistan Army | PAF           |
| 2018-2019 | KRL           | PAF           | SSGC          |

## Titoli per squadra
| Club                    | Vittorie | 2° | Stagioni                              |
| ----------------------- | -------- | -- | ------------------------------------- |
| KRL                     | 5        | 1  | 2009, 2011, 2012-13, 2013-14, 2018-19 |
| WAPDA                   | 4        | 2  | 2004, 2007-08, 2008, 2010             |
| Pakistan Army           | 2        | 5  | 2005, 2006-07                         |
| KESC (Karachi Electric) | 1        | 2  | 2014-15                               |
| Afghan                  | -        | 1  | -----                                 |